# Aristolochia cucurbitifolia
Aristolochia cucurbitifolia là một loài thực vật thuộc họ Aristolochiaceae. Đây là loài đặc hữu của Đài Loan.